# 레미제라블 (2012년 영화)

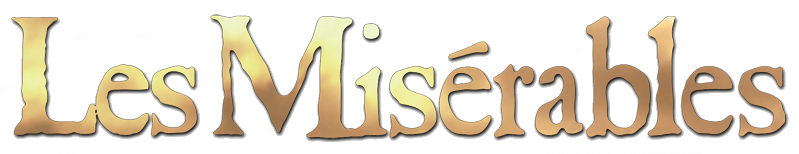
레미제라블 영화 로고

레미제라블(영어: Les Misérables)은 2012년 공개된 영국의 서사 로맨스 뮤지컬 드라마 영화이다. 워킹 타이틀 필름에서 제작하고 유니버설 픽처스에서 배급하였다. 이 영화는 1862년 프랑스의 소설가 빅토르 위고가 쓴 동명의 장편 소설을 원작으로 하였고, 동명의 뮤지컬의 음악을 당담했던 알랭 부브릴과 클로드 미셸 쇤베르그가 그대로 참여했다. 감독은 톰 후퍼, 각본에는 윌리엄 니컬슨 외에도 부브릴, 쇤베르크, 허버트 등이 썼다. 배우로는 휴 잭맨, 앤 해서웨이, 러셀 크로, 어맨다 사이프리드와 에디 레드메인이 출연했다.
이 영화는 2012년 12월 5일에 런던 시사회에서 초연 되었다. 2012년 12월 25일에 미국에 이어 2012년 12월 26일에는 오스트레일리아에서 개봉되었고, 2013년 1월 11일에 영국에서 개봉되었다.
이 영화는 공개 이후 전반적으로 많은 비평가들에게 호의적인 평을 받았으며, 또한 휴 잭맨, 앤 해서웨이, 에디 레드메인와 서맨사 바크스의 노래 역시 찬사를 받았다. 그 결과, 골든 글로브상에서는 영화 뮤지컬 코미디부분 작품상 외에도 영화 뮤지컬 코미디부분 남우주연상(휴 잭맨), 영화부분 여우조연상(앤 헤서웨이)을 수상했다. 또한 앤 해서웨이는 이 작품을 통해 영국 아카데미상 (BAFTA) 여우조연상, 미국 아카데미상 여우조연상, 미국 배우 조합상 영화부분 여우조연상, 크리틱스 초이스상 영화부분 여우조연상 등 여러 시상식을 휩쓸었다. 이외에도 영화는 미국 아카데미상 최우수 작품상에 후보 지명되었고,(이는 2002년 수상작인 영화 《시카고》 이후 첫 뮤지컬 영화의 최우수 작품상 후보 지명이다.) 휴 잭맨 역시 남우주연상에 후보 지명되었다. 또한 분장상과 음향믹싱상, 여우조연상을 수상하며 3관왕의 쾌거를 달성하기도 했다.

## 줄거리

### 1막
빵 한 조각을 훔친 죄로 19년의 감옥살이를 한 장 발장. 전과자라는 이유만으로 모두의 박해를 받던 장 발장은 우연히 만난 미리엘 신부의 손길 아래 구원을 받고 새로운 삶을 결심한다. 정체를 숨기고 '마들렌'이라는 새 이름으로 시장이 되어 가난한 이들을 도우며 지내던 장 발장은 운명의 여인, 판틴과 마주치고, 죽음을 눈앞에 둔 판틴은 자신의 유일한 희망인 딸, 코제트를 장 발장에게 부탁하고 숨을 멎는다. 그러나 코제트를 만나기도 전에 경감 자베르는 장 발장의 진짜 정체를 알아차리고, 자베르에게 벗어난 장 발장은 코제트를 찾아 테나르디에 부부를 찾아간다.

### 2막
시간이 흘러 1832년 파리, 때 마침 자유주의자 군인 장 막시밀리앙 라마르크의 위기를 파리의 젊은이들은 라마르크의 장례식 행렬을 시작으로 정부군과의 전투를 시작했으나 주위의 호응을 받지 못하여 실패한다. 그러한 와중에 자베르와 마리우스는 장 발장의 도움으로 전투 현장을 탈출 할 수 있었지만, 자베르는 자신의 존재 이유와 가치관에 대해 혼란을 느끼며 센강을 건너는 다리에서 투신 자살한다. 이후 장 발장은 마리우스와 코제트의 결혼을 주선해준다. 테나르디에 부부는 마리우스와 코제트의 결혼식을 습격하지만, 자신의 목적을 이루지는 못한다. 그 이후 장 발장은 숨을 거둔다. 그러나 1848년에 군중들과 새로운 프랑스의 역사를 다짐하며 노래한다.

## 캐스팅
- 휴 잭맨 - 장 발장 역
- 러셀 크로우 - 자베르 역
- 앤 해서웨이 - 판틴 역
- 아만다 사이프리드 - 성인 코제트 역
  - 이자벨 알렌 - 어린 코제트 역
- 에디 레드메인 - 마리우스 퐁메르시 역
- 에런 터베이트 - 앙졸라스 역
- 사만다 바크스 - 에포닌 역
  - 너탤리아 에인절 월리스 - 어린 에포닌 역
- 다니엘 허틀스톤 - 가브로쉬 역
- 콤 윌킨슨 - 미리엘 주교 역
- 헬레나 보넘 카터 - 테나르디에 부인 역
- 사샤 배런 코언 - 테나르디에 역
- 조지 블래그덴 - 그랑테르 역
- 하들리 프레이저 - 국민위병 대장 역
- 팀 다우니 - 브레벳 역
- 프랜시스 루펠, 케이티 홀, 캐머런 매킨토시(미등재), 클로드미셸 쇤베르그(미등재)[13] 등 - 단역

## 음악
- 〈Do You Hear the People Sing?〉(민중의 노래)

Do you hear the people sing?
민중의 노래가 들리는가?
singing a song of angry men
성난 자들의 노랫소리가?
It is the music of a people who will not be slaves again!
다신 노예로 살지 않겠다는 결의에 찬 함성!
When the beating of your heart
우리 심장의 고동 소리가
echoes the beating of the drums
북소리 되어 울리네
There is a life about to start when tomorrow comes!
내일이 오면 새로운 세상이 시작되리라!
Will you join in our crusade?
누가 혁명을 주도하나?
Who will be strong and stand with me?
누가 끝까지 나와 함께해줄 텐가?
Beyond the barricade is there a world you long to see?
바리케이드 너머엔 새로운 세상이 있을까?
Then join in the fight
그렇다면 함께 싸워
that will give you the right to be free!
자유 권리를 쟁취하세
-후렴-
Do you hear the people sing?
민중의 노래가 들리는가?
singing a song of angry men
성난 자들의 노랫소리가?
It is the music of a people who will not be slaves again!
다신 노예로 살지 않겠다는 결의에 찬 함성!
When the beating of your heart
우리 심장의 고동 소리가
echoes the beating of the drums
북소리 되어 울리네
There is a life about to start when tomorrow comes!
내일이 오면 새로운 세상이 시작되리라

-2절
Will you give all you can give
정말 모든 걸 바칠 수 있나?
so that our banner may advance?
우리의 뜻을 이룰 때까지?
Some will fall, and some will live.
죽고 사는 건 하늘의 뜻
Will you stand up and take your chance?
목숨을 걸고 싸울수 있나?
The blood of the martyrs
순교자들의 피가
will water the meadows of France!
프랑스의 산야를 적시리!
-후렴-
Do you hear the people sing?
민중의 노래가 들리는가?
singing a song of angry men
성난 자들의 노랫소리가?
It is the music of a people who will not be slaves again!
다신 노예로 살지 않겠다는 결의에 찬 함성!
When the beating of your heart
우리 심장의 고동 소리가
echoes the beating of the drums
북소리 되어 울리네
There is a life about to start when tomorrow comes!
내일이 오면 새로운 세상이 시작되리라!